# Karl de Ville

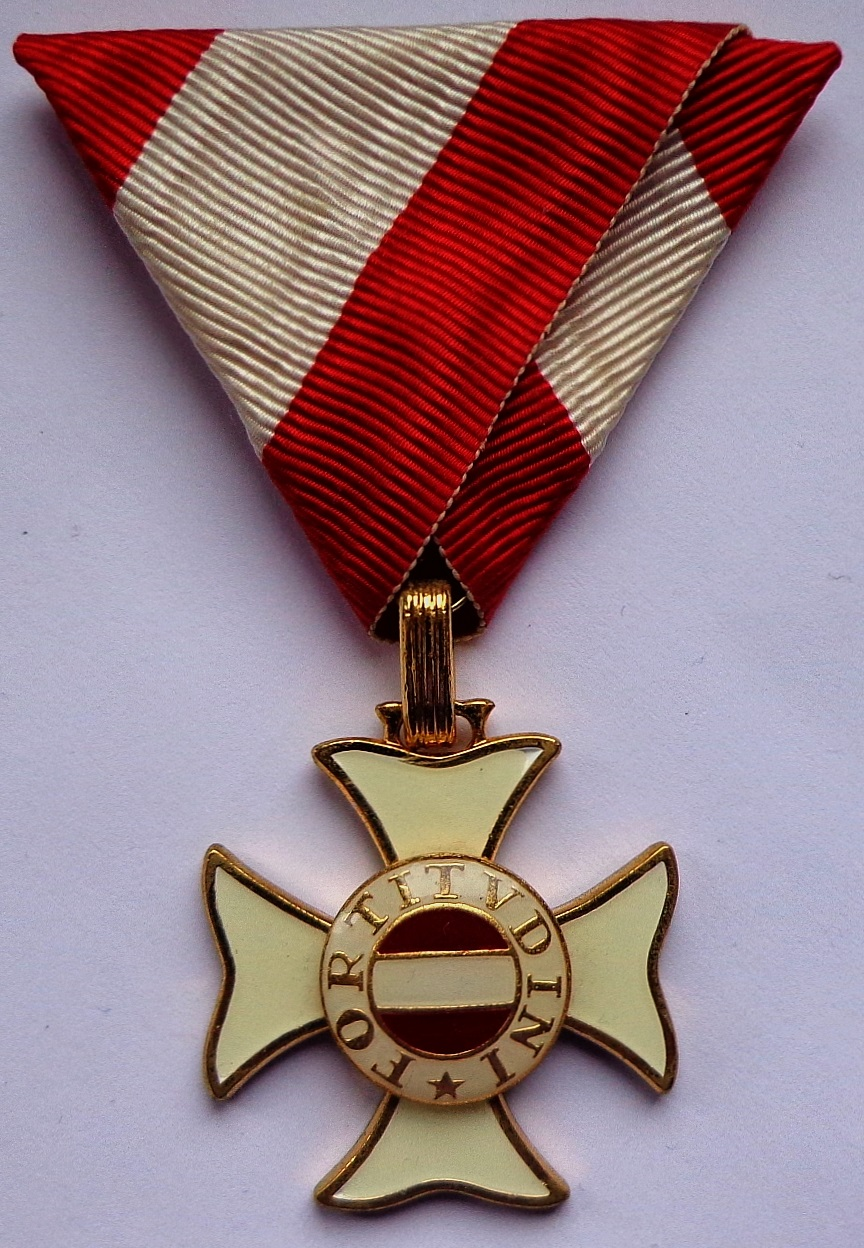
Ritterkreuz des Militär-Maria-Theresien-Ordens

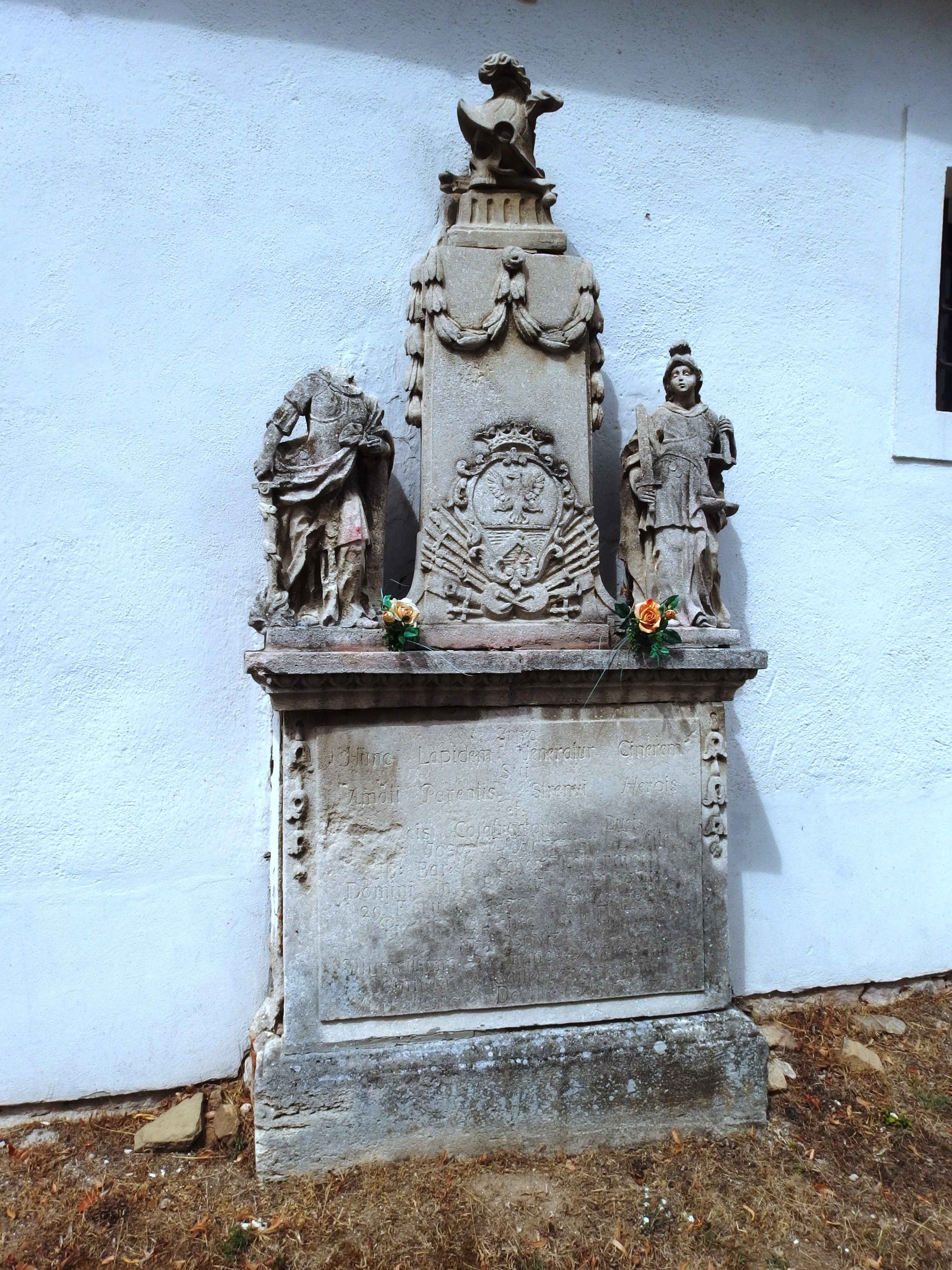
Epitaph an der Kirche St. Peter und Paul in Horní Dubňany

Karl Gabriel Marquis de Ville de Canon (* 1705 in Nancy; † 29. Februar 1792 in Reschütz, Mähren) war ein österreichischer General der Kavallerie.

## Leben
Karl Marquis de Ville entstammte einer lothringischen Familie und trat sehr früh in die Kaiserliche Armee ein. Im Türkenkrieg war er in den Jahren 1738 und 1739 Obristwachtmeister im Kürassierregimente Saint-Ignon. In demselben Regiment machte er den Ersten Schlesischen Krieg mit und wurde bereits 1742 zum Oberst befördert. Er konnte sich in den Schlachten bei Hohenfriedberg am 4. Juni 1745 und bei Soor am 30. September 1745 hervortun.
Zwischen den Kriegen am 17. August 1751 wurde de Ville zum Generalmajor befördert.
Während des Siebenjährigen Krieges nahm er als Brigadier an der Schlacht bei Prag am 6. Mai 1757 teil und war in der Schlacht bei Breslau am 22. November 1757. Am 8. Dezember 1757 wurde er zum Feldmarschallleutnant befördert.
Am 18. Januar 1758 besetzte er mit seinem Korps Troppau. Die Preußen unter Wilhelm von Saldern waren allerdings in der Nacht unbemerkt abgerückt. Pech hatte tags darauf das preußische Dragoner-Regiment Nr. 9, das gegen diese Stadt marschierte. Es ahnte nichts von den Österreichern und wurde von seinen Truppen überfallen und beinahe vollständig aufgerieben.
Als im Frühjahr jenes Jahres die Preußen unter Friedrich II. nach Mähren marschierten und die Festung Olmütz bedrohten, zog er die Infanterie dorthin zurück, um bei der Verteidigung zu helfen. Die Reiterei wurde nach Proßnitz in Mähren verlegt. Am 8. Juli 1758 wurde er zum General der Kavallerie ernannt und am 4. Dezember 1758 mit der Verleihung des Kleinkreuzes des Militär-Maria-Theresien-Ordens belohnt. Später kommandierte er ein eigenes Korps in Mähren und Schlesien, mit dem er vergeblich die Festung Neiße belagerte. Er kehrte danach zur Hauptarmee zurück. Am 27. Januar 1760 wurde de Ville von der Felddienstleistung enthoben und mit 1. Mai desselben Jahres pensioniert. Am 14. März 1759 wurde er Chef des Kürassier-Regiments Gelhay, welches jedoch schon 1767 im Banat aufgelöst wurde.
Am 27. April 1768 kaufte er das mährische Gut Röschitz mit Kordula für 62.000 Rheinische Gulden und lebte auf Schloss Röschitz. Er wurde in der Kirche St. Peter und Paul in Ober Dubnian beigesetzt.

## Familie
Er war seit 1741 mit der Gräfin Heißler von Heitersheim verheiratet. Sie war die Enkelin des Feldmarschalls Donat Johann Heißler von Heitersheim.